# فريدي مولر
فريدي مولر (بالإنجليزية: Freddie Muller) هو لاعب كرة قاعدة أمريكي، ولد في 21 ديسمبر 1907 في نيوارك في الولايات المتحدة، وتوفي في 20 أكتوبر 1976 في دافيس في الولايات المتحدة.

## وصلات خارجية
- فريدي مولر على موقعبيزبول رفرنس.كوم (الدوري الرئيسي) (الإنجليزية)
- فريدي مولر على موقعبيزبول رفرنس.كوم (الدوري الثانوي) (الإنجليزية)